# Théâtre Farnèse
Le théâtre Farnèse, à Parme, était le théâtre de la cour des ducs de Parme. En 2009, il est intégré dans le parcours de la galerie nationale de Parme.

## Son histoire
Il est construit à partir de 1618 par Ranuce Ier, duc de Parme et Plaisance, qui souhaitait célébrer, par un spectacle théâtral, l'arrivée à Parme du grand-duc de Toscane, Cosme II qui se rendait à Milan pour honorer la tombe de  saint Charles Borromée, canonisé en 1610.
La réalisation de l'œuvre est confiée à Giovan Battista Aleotti, dit l'Argenta (1546-1636). Elle fut construite dans une salle au premier étage du palazzo della Pilotta de Parme qui était utilisée comme salle d'armes.
Le théâtre fut achevé à l'automne 1618 et dédié à Bellone (la déesse de la guerre, en hommage à sa première vocation) et aux Muses. En raison d'une maladie qui frappa Cosme II, le forçant à annuler son pèlerinage, le théâtre resta inutilisé pendant près de dix ans. Il fut finalement inauguré, le 21 décembre 1628, à l'occasion du mariage d'Édouard, fils de Ranuce, avec Marguerite de Médicis, fille de Cosme.
Pour célébrer l'évènement, le spectacle Mercurio e Marte avec des textes de Claudio Achillini et la musique de Claudio Monteverdi est représentée. Au cours de la représentation, la scène est même inondée afin de mettre en scène une naumachie. En raison de la complexité et du coût élevé des représentations, le théâtre n'est utilisé seulement que huit autres fois, la dernière en 1732, à l'occasion de l'arrivée de Don Carlo de Bourbon dans le duché.

## Description
L'Argenta s'est inspiré du teatro olimpico de Vicence construit par Andrea Palladio en 1580, et du théâtre antique de Sabbioneta, construit entre 1588 et 1590 par Vincenzo Scamozzi.
Située dans un grand salon de 87 mètres de long, 32 de large et 22 de haut, la cavea en U est constituée de quatorze gradins qui pouvaient recevoir près de 3 000 spectateurs. Au sommet de la cavea, il y a deux types de serliennes, celles inférieures de style corinthien et celles supérieures de style ionique ; la scène est longue de 40 mètres avec une ouverture de 12 mètres.
La structure est réalisée en bois d'épicéa du Frioul et entièrement recouverte de stuc peint pour ressembler à du marbre (matériaux caractéristiques d'une architecture éphémère, ce que devait être le théâtre Farnèse).
Les œuvres sculptées (statues en plâtre de sujets mythologiques) furent confiées à un groupe d'artistes dirigé par Luca Reti, les peintres furent dirigés par Giovan Battista Trotti appelé le Malosso, Lionello Spada, Badalocchio Sisto, Antonio Bertoja et Pier Antonio Bernabei. Ils devaient réaliser, en plus de la décoration des murs, celle du plafond qui a disparu aujourd'hui.
Ce fut le premier théâtre à être équipé d'un arc d'avant-scène permanent,.

## Décadence et renaissance
Après le dernier spectacle de 1732, le théâtre entre en décadence, il est presque complètement détruit pendant la seconde Guerre mondiale, lors d'un bombardement des alliés le 13 mai 1944.
Il fut reconstruit entre 1956 et 1960, selon les dessins originaux avec le matériel récupéré. Il fait partie du parcours muséal menant à l'entrée de la galerie nationale de Parme.

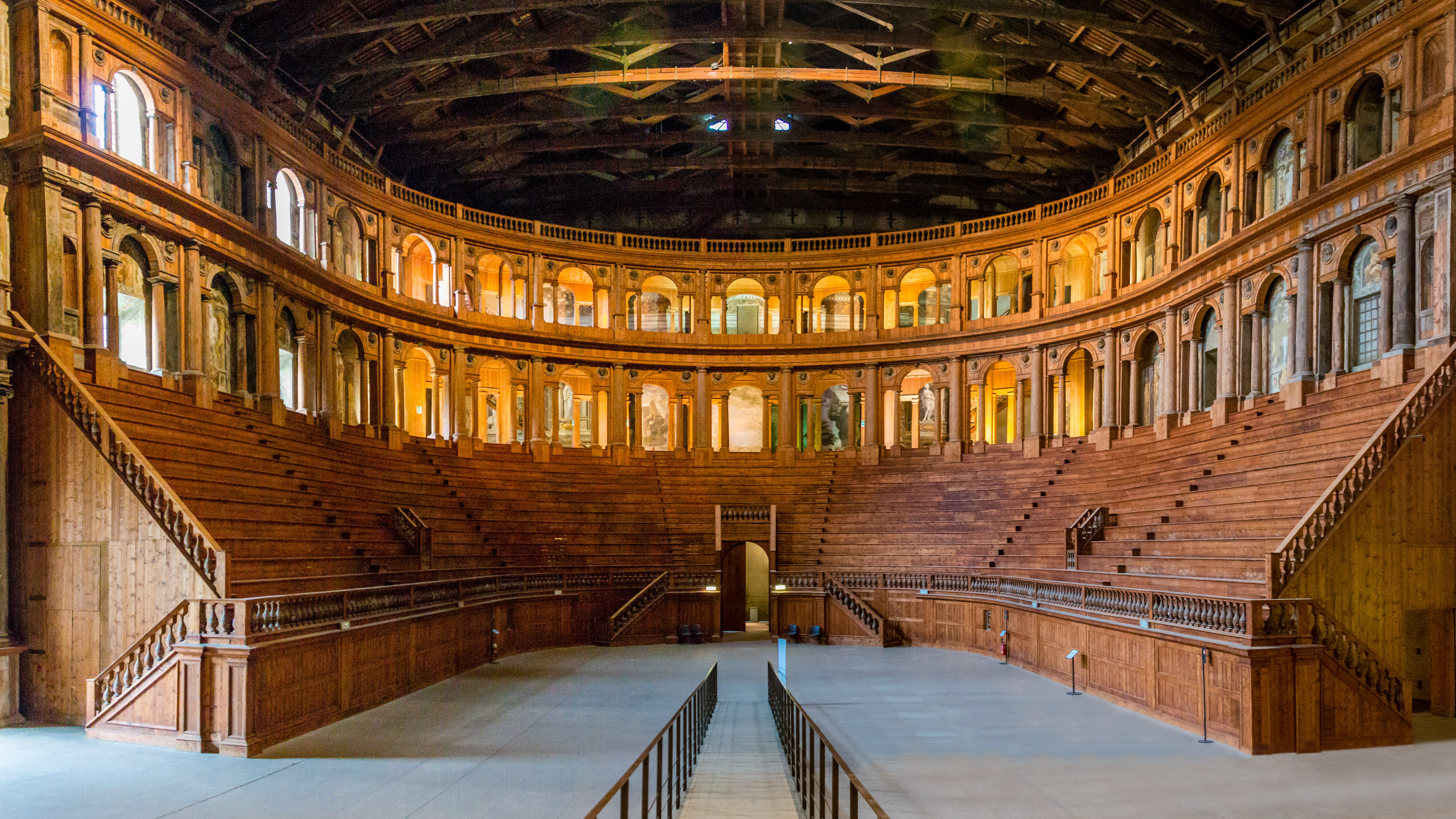
Le théâtre.
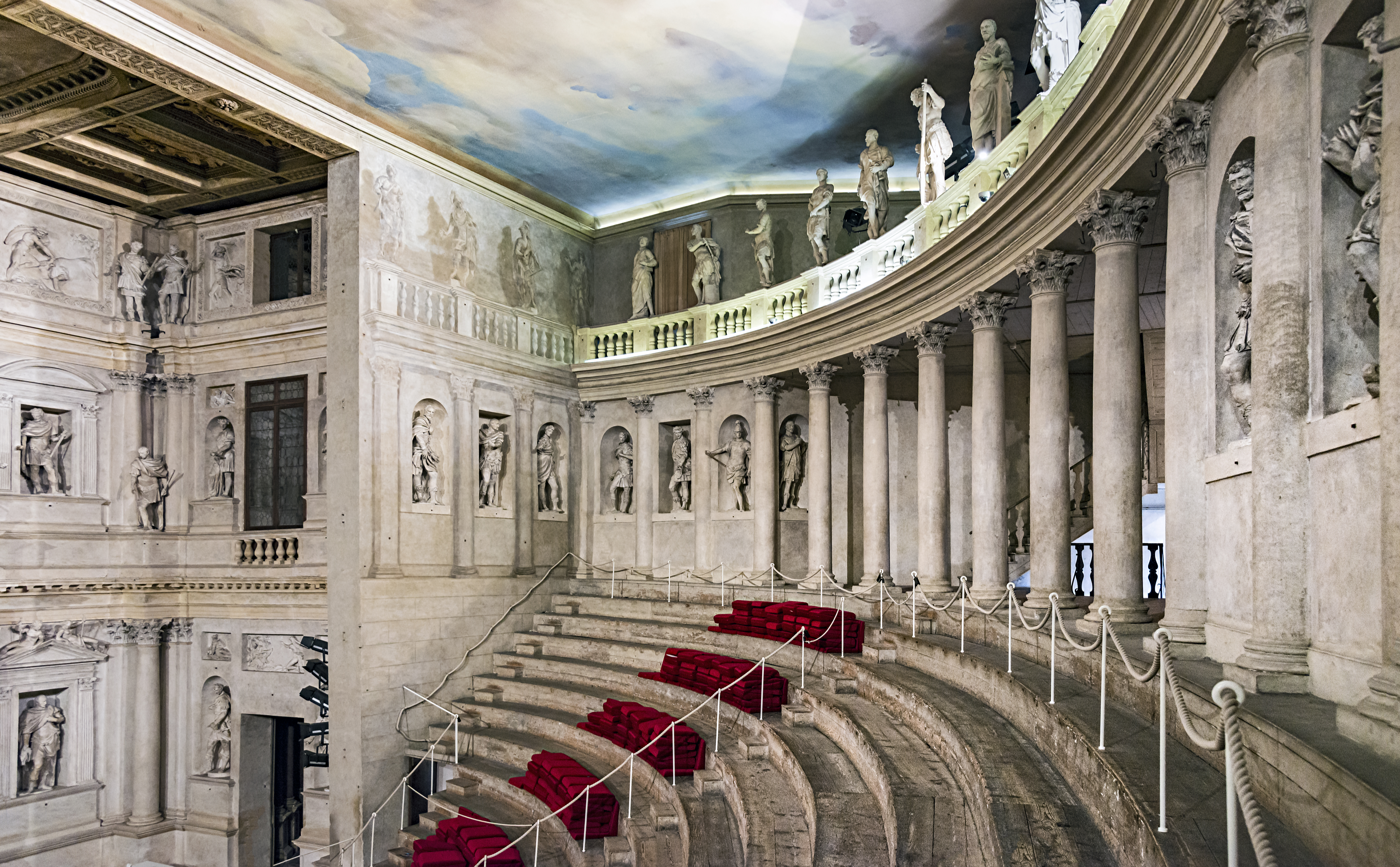
Le teatro olimpico de Vicence.
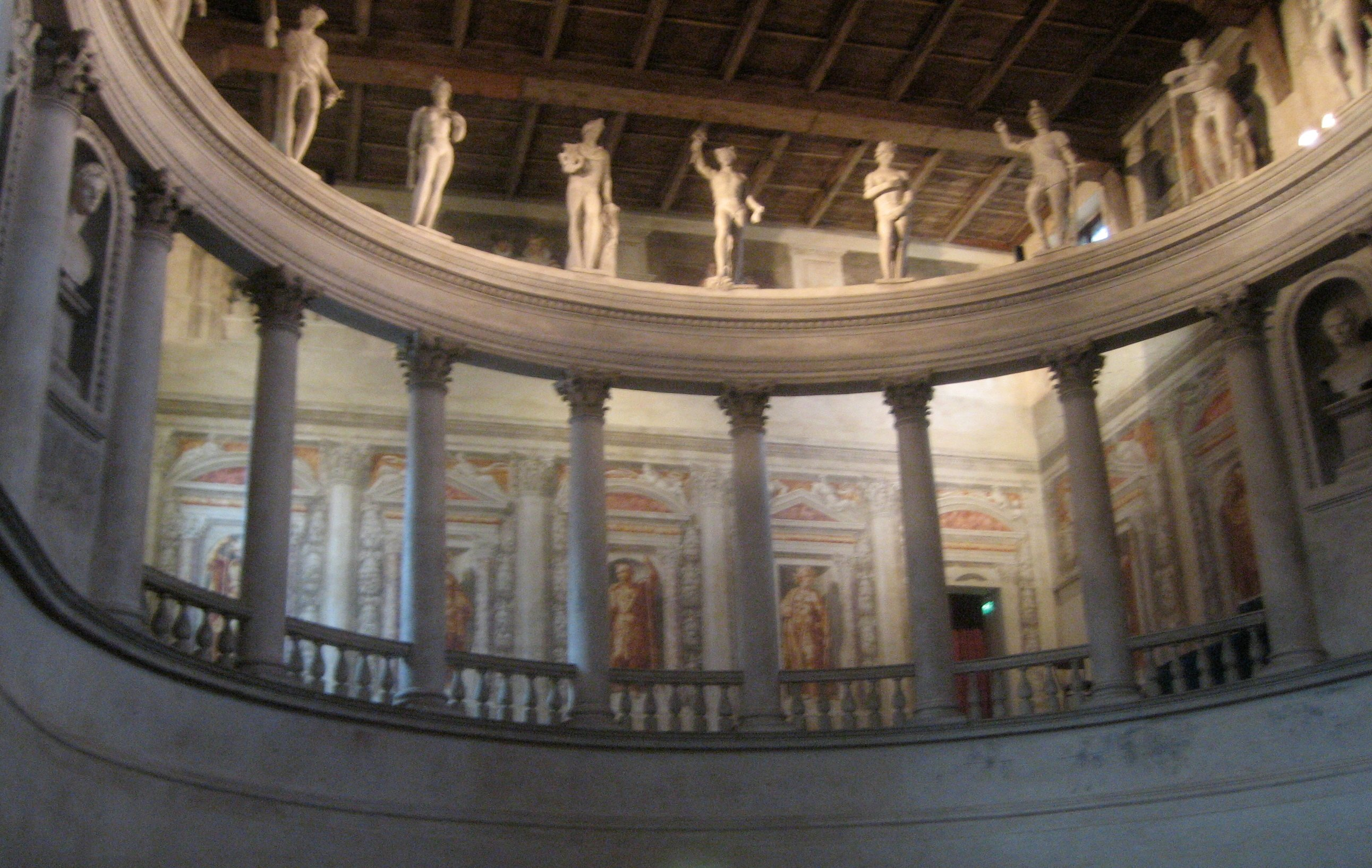
Le théâtre antique de Sabbioneta.